# Марсіанський шлях
«Марсіа́нський шлях» (англ. The Martian Way) — науково-фантастична повість американського письменника Айзека Азімова, вперше опублікована у листопаді 1952 року в журналі Galaxy Science Fiction. Увійшла до збірки «Марсіанський шлях та інші історії» (1955), «Сни робота» (1986).

## Сюжет
Маріо Естебан Ріос та Тед Лонг — уродженці Марса у другому поколінні. Вони працюють утильниками — прочісують на своїх маленьких кораблях простір між Землею та Марсом для пошуку викинутих нижніх ступенів ракет, які вони відганяють для переробки на Фобос.
Під час рейсу Лонг слухає радіопромову політика-наземника (уродженця Землі) Джона Хільдера про невиправдане виснаження економіки Землі потребами колоній на Марсі, Венері та Місяці та про шкоду екології Землі від розбазарювання води, що є робочим тілом реактивних двигунів.
Через рік Хільдер використовує свою політичну кампанію проти «розтратників», щоб прийти до влади на Землі. Тоді він запроваджує ліміти на постачання води для Марса, чим залишає утильників без роботи.
Лідер марсіанської колонії Геміш Сенков знає про плани Хільдера перестати постачати воду на Марс, щоб змусити колоністів вернутись на Землю. Він дозволяє Лонгу здійснити політ до Сатурна, щоб притягнути льодяну брилу з його кілець.
Флот із 25 кораблів утильників, досягши Сатурна, вморожує їх у крижану брилу об'ємом в кубічну милю. Після цього їм доводиться виявити неабияку спритність, щоб уникнути зіткнення із сусідньою брилою, названою «Примара».
На Марсі Сенкова змушують підписати відмову від споживання води із Землі. Знаючи про скоре повернення експедиції, він підписує.
Через два дні утильники приземляють брилу на Марсі. Її вистачить на 200 років для потреб колонії. Сенков заявляє, що якщо Земля не може витрачати більше воду для космічних польотів, то Марс може продавати воду Землі.
Лонг утверджується в думці, що саме марсіани, а не земляни, колонізують Сонячну систему та зірки.